# Neon Ballroom
Albums de Silverchair
Freak Show
(1997) The Best of: Volume 1
(2000)
Neon Ballroom est le troisième album de Silverchair, sorti en 1999 chez Murmur. Il contient notamment les chansons Anthem For The Year 2000, Ana’s Song (Open Fire) et Miss You Love

## Liste des morceaux
| No  | Titre                    | Durée |
| --- | ------------------------ | ----- |
| 1.  | Emotion Sickness         |       |
| 2.  | Anthem For The Year 2000 |       |
| 3.  | Ana's Song (Open Fire)   |       |
| 4.  | Spawn Again              |       |
| 5.  | Miss You Love            |       |
| 6.  | Dearest Helpless         |       |
| 7.  | Do You Feel The Same     |       |
| 8.  | Black Tangled Heart      |       |
| 9.  | Point Of View            |       |
| 10. | Satin Sheets             |       |
| 11. | Paint Pastel Princess    |       |
| 12. | Steam Will Rise          |       |